# 邱常婷
邱常婷（1990年5月17日—），臺灣小說家，國立東華大學華文文學研究所藝術碩士（M.F.A.），現為國立臺東大學兒童文學研究所博士生，作品以小說為主。曾獲聯合文學小說新人獎首獎、自由時報林榮三文學獎、鐘肇政文學獎、教育部文藝創作獎等，著有《怪物之鄉》、《天鵝死去的日子》、《夢之國度碧西兒》、《魔神仔樂園》和《新神》

## 著作

### 小說
- 《怪物之鄉》（2015年，台北：聯合文學）
- 《夢之國度碧西兒》（2018年，台北：秀威）
- 《天鵝死去的日子》（2018年，台北：秀威）
- 《怪談系列1：魔神仔樂園》（2018年，台中：晨星）
- 《新神》（2019年，台北：聯經）
- 《哨譜》（2021年，台北：聯經）
- 《獸靈之詩〈上〉：保留地的祭歌》（2023年，台北：獨步文化）
- 《獸靈之詩〈下〉：模仿師的遊戲》（2023年，台北：獨步文化）
- 《怪談系列3：紅衣小女孩》（2024年，台中：晨星）

### 合著
- 《歡迎光臨錫爾帕夏車站》（2021年，台北：聯經）

## 外部連結
- 邱常婷的Facebook專頁